# رودخانه ایک
رودخانه ایک (به انگلیسی: Ik River) رودخانهای به‌طول ۵۷۱ کیلومتر است که در باشقیرستان و تاتارستان، روسیه جریان دارد.